# Kwintenhof
Kwintenhof (parfois écrit Quintenhof, Kwéintenhaff en luxembourgeois) est un hameau de la commune belge de Messancy, situé en Région wallonne dans la province de Luxembourg. Il fait partie de la section de Hondelange et se trouve sur la route vers Autelbas-Barnich. Il ne s'y trouve qu'une ferme, dite Kwint, ainsi qu'une maison.

## Histoire
Les vestiges d'une villa romaine avec un sol en mosaïques furent découverts au lieu-dit Pennickscheuer en 1843 lors de travaux en vue de faciliter l'écoulement des eaux. En effet, la chaussée romaine de Metz à Tongres passe non loin et relie l'oppidum du Titelberg à la ville d'Orolaunum (aujourd'hui Arlon). Les vestiges ont été détruits à la suite de la construction de la ferme entre 1845 (maison) et 1858 (granges, écuries) par Claude Lebrum de Miraumont, fils du dernier seigneur d'Hondelange.
En 2015, un parc de 6 éoliennes a été construit autour du hameau, le long de l’autoroute A4. En 2016, la SOFICO a introduit une demande de permis en vue d'augmenter ce nombre à dix  en ajoutant deux éoliennes sur l'aire autoroutière d'Hondelange et deux sur celle de Sterpenich.

## Toponymie
Le nom du Kwintenhof est discuté selon plusieurs sources :
- la ferme est proche de la voie romaine Arlon-Titelberg. Il y aurait eu une cinquième borne à cet endroit, d'où le nom luxembourgeois Kwintenhof (Kwint, Quint, « Cinq ») ;
- le terme Kwinte en patois luxembourgeois se rapporterait à la désignation de terres sans valeur ;
- une autre théorie plus difficile à vérifier est que lors de la construction de la ferme au XIXe siècle, les habitants de Sélange, le plus proche village, auraient dit : Dat war esou ee Quint (« C'était une idée saugrenue »)[3].

## Géographie

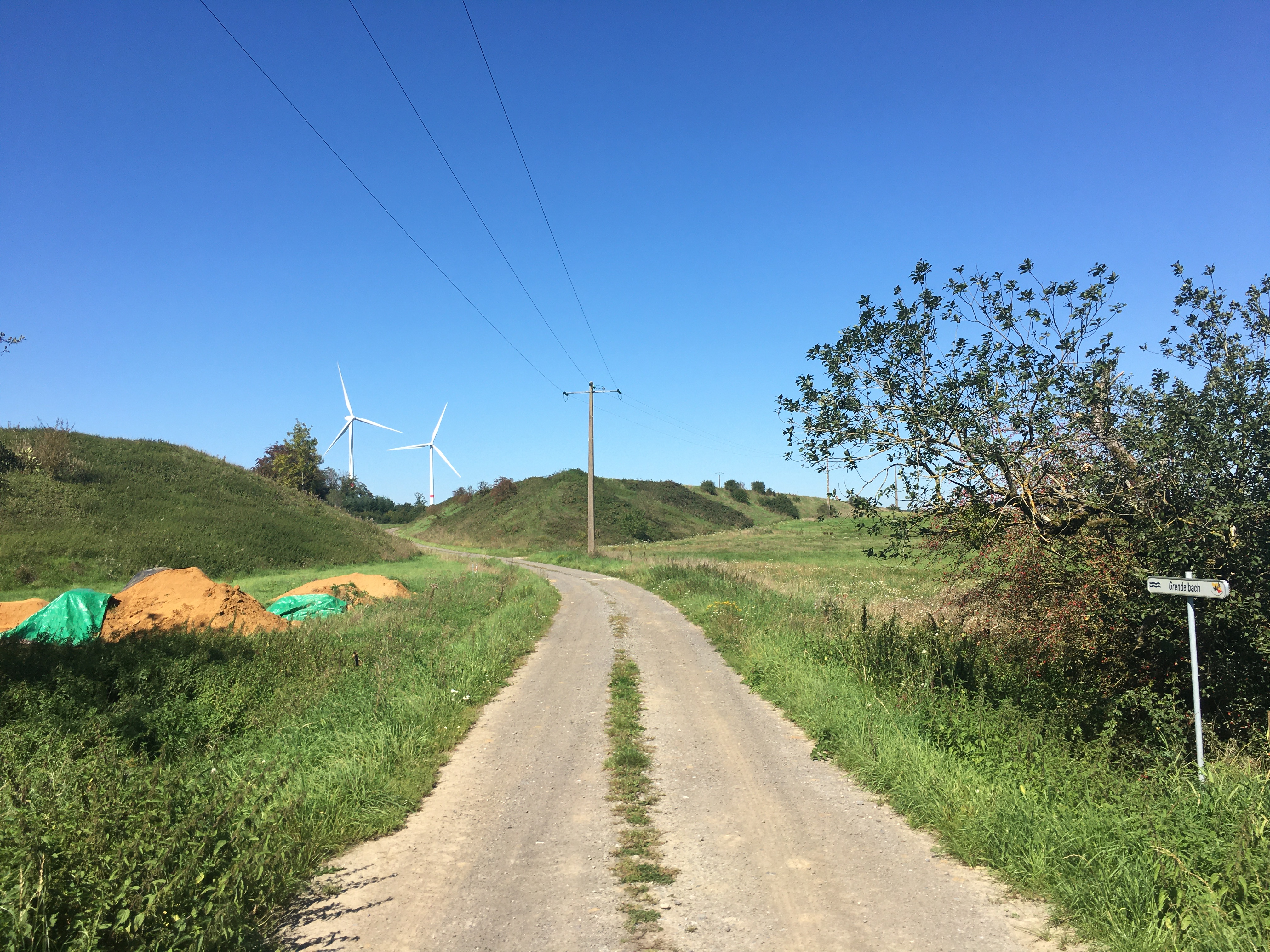
Terrassements permettant le passage de la route entre Hondelange et le Kwintenhof sous la future autoroute A28, à hauteur du ruisseau Grendelbach.

Le ruisseau Grendelbach ne passe pas loin, et signifie ruisseau de la frontière parce qu'il faisait la limite naturelle avec le ban d'Autelbas-Barnich.[réf. souhaitée].

## Transports

### Routes
Kwintenhof est situé sur la route entre Sélange et Autelbas, à l'endroit où rejoint un chemin menant à Hondelange.

### Projets d’autoroute
Un projet d'achèvement de la portion de l'E411 par l'autoroute A28 (reliant entre la frontière française à l'autoroute A4 via un échangeur à construire), fait passer la future autoroute à l'ouest du hameau. Les premiers travaux furent d'ailleurs réalisés, mais, faute de moyens, ils furent stoppés jusqu'à nouvel ordre à la fin des années 1970. Le terrassement est visible depuis le hameau jusqu'aux piliers du futur pont de l'échangeur d'Autelbas, construits en 1974.
Au sud, un autre projet autoroutier fait se connecter l’autoroute luxembourgeoise A13 à la future A28 au travers d'un nouvel échangeur entre Sélange et le Kwintenhof, permettant l'achèvement de cette autoroute qui traverserait alors tout le Grand-duché, contournant la capitale par le sud, jusqu'à la frontière entre l'Allemagne et le Luxembourg, passant par Pétange, Esch-sur-Alzette ou encore Bettembourg puis Remich.
En 2003, le Ministère de l'Équipement et des Transports annonce que le tracé avait été défini et le lancement d'une étude d'incidence avec un début des travaux à l'horizon 2006 mais il n'en sera rien.